# Master Seven
Master Seven är ett musikalbum av Kingdom Come. Det släpptes 1997 och är bandets sjunde album om man räknar med deras livealbum Live & Unplugged.

## Låtlista
Alla låtar är gjorda av Lenny Wolf
1. "Only Rainbow Know" – 4:09
2. "More Restrictions" – 5:02
3. "Gonna Loose Her" – 5:28
4. "Slow Down" – 4:00
5. "Seen Enough" – 5:50
6. "Can't Let Go" – 6:29
7. "Gonna try" – 5:04
8. "Can't Fake Affection" – 6:36
9. "Bad I Am" – 3:58
10. "High On Love" – 5:25
11. "Get Up My Friend" – 3:52
12. "Roses" – 3:01